# Dennis Lance
De Dennis Lance is een type chassis voor stadsbussen van de Britse fabrikant Dennis en is de opvolger van de Dennis Falcon. Dit chassis type werd gebouwd tussen 1991 en 2000. De lage vloervariant, Dennis Lance SLF, werd gebouwd tussen 1993 en 1998. De dubbeldekvariant, Dennis Arrow (oorspronkelijk Dubbeldek Dennis Lance), werd gebouwd tussen 1995 en 1998 en was de vervanger van de Dennis Dominator.
De Dennis Lance waren verkrijgbaar met verschillende carrosserieën. De meest gebruikte waren de Alexander PS en de Plaxton Verde. In Nederland kwam dit chassis voor met een Berkhof 2000NL carrosserie. Er waren 105 Dennis Lance SLF bussen gebouwd, waarvan het grootste deel op een Wright Pathfinder carrosserie.

## Inzet
De meeste exemplaren kwamen voor in Groot-Brittannië. Ook waren er enkele exemplaren geëxporteerd naar onder andere Nederland en Hongkong
| Land      | Bedrijf    | Aantal | Series    | Bouwjaar | Inzet         | Opmerking                                |
| --------- | ---------- | ------ | --------- | -------- | ------------- | ---------------------------------------- |
| Nederland | Connexxion | 10     | 1006-1015 | 1995     | Regio Haarlem | Ex-NZH Carrosserie type: Berkhof 2000NL. |
| Nederland | Connexxion | 1      | 3147      | 1994     | Regio Haarlem | Ex-NZH Carrosserie type: Berkhof 2000NL. |